# Schmeisser (Orgelbauer)

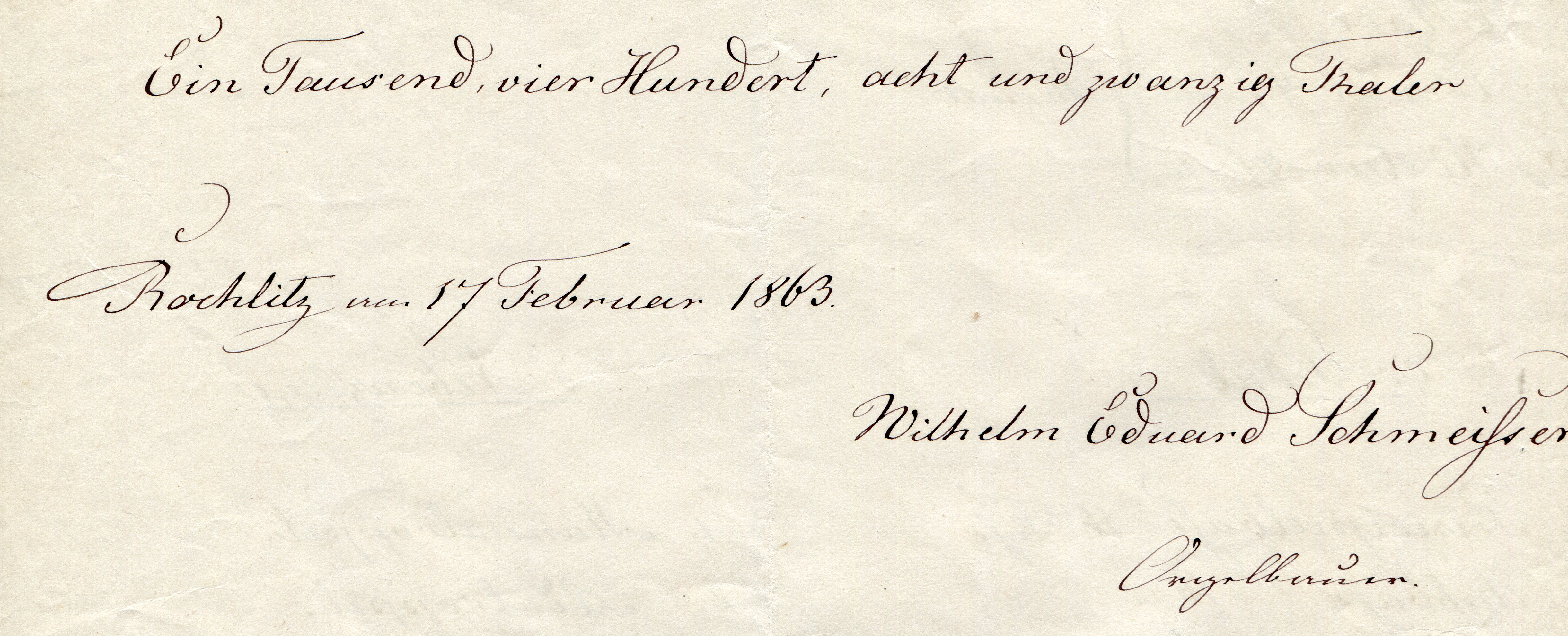
Autograph Wilhelm Eduard Schmeissers im Pfarrarchiv Grünlichtenberg (Ldkr. Mittelsachsen)

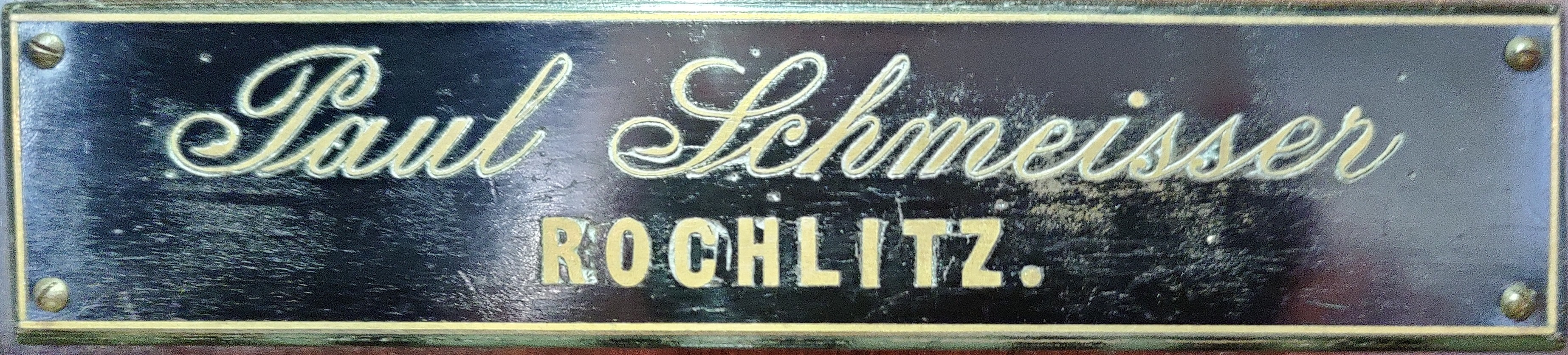
Firmenschild in Mutzschen

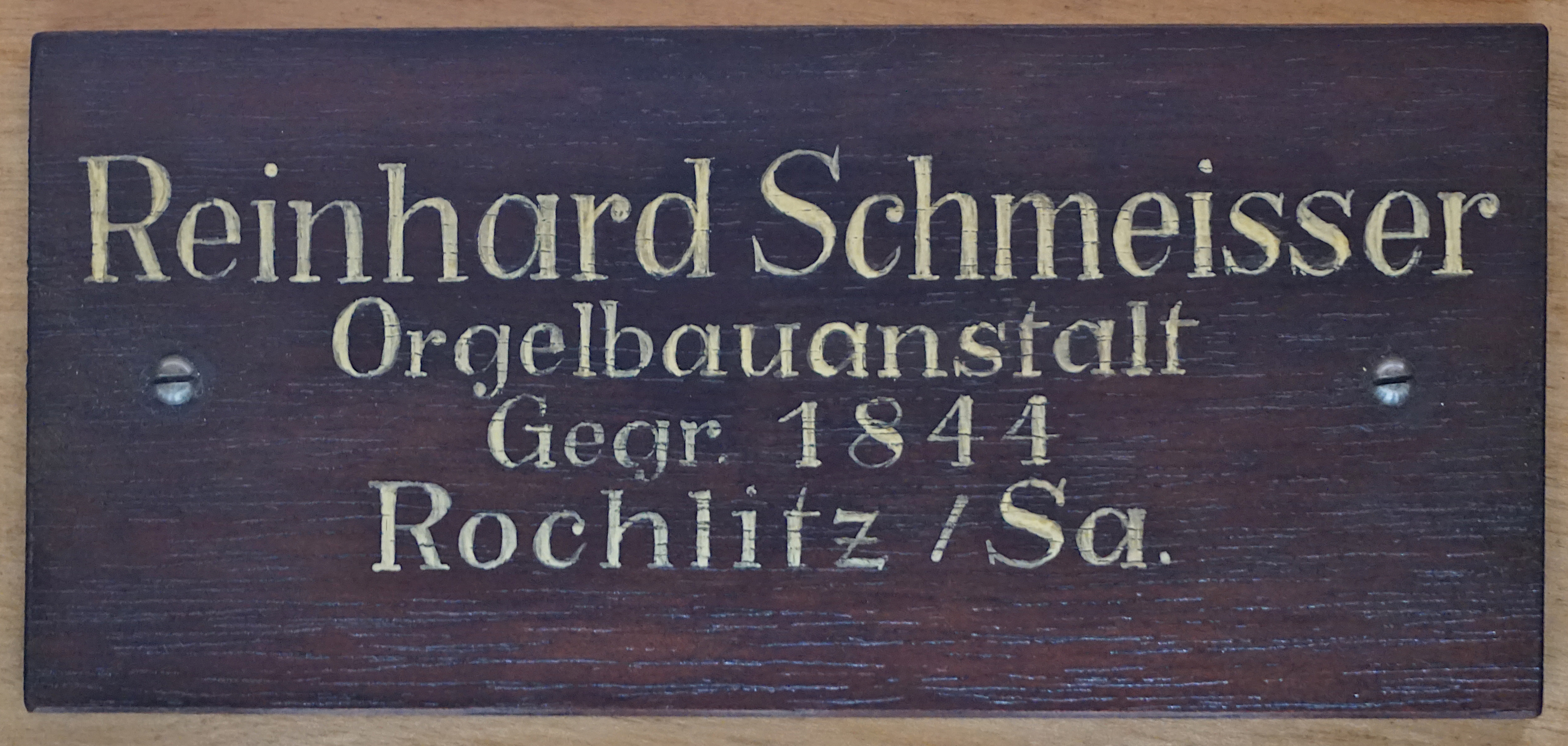
Firmenschild in Bad Elster

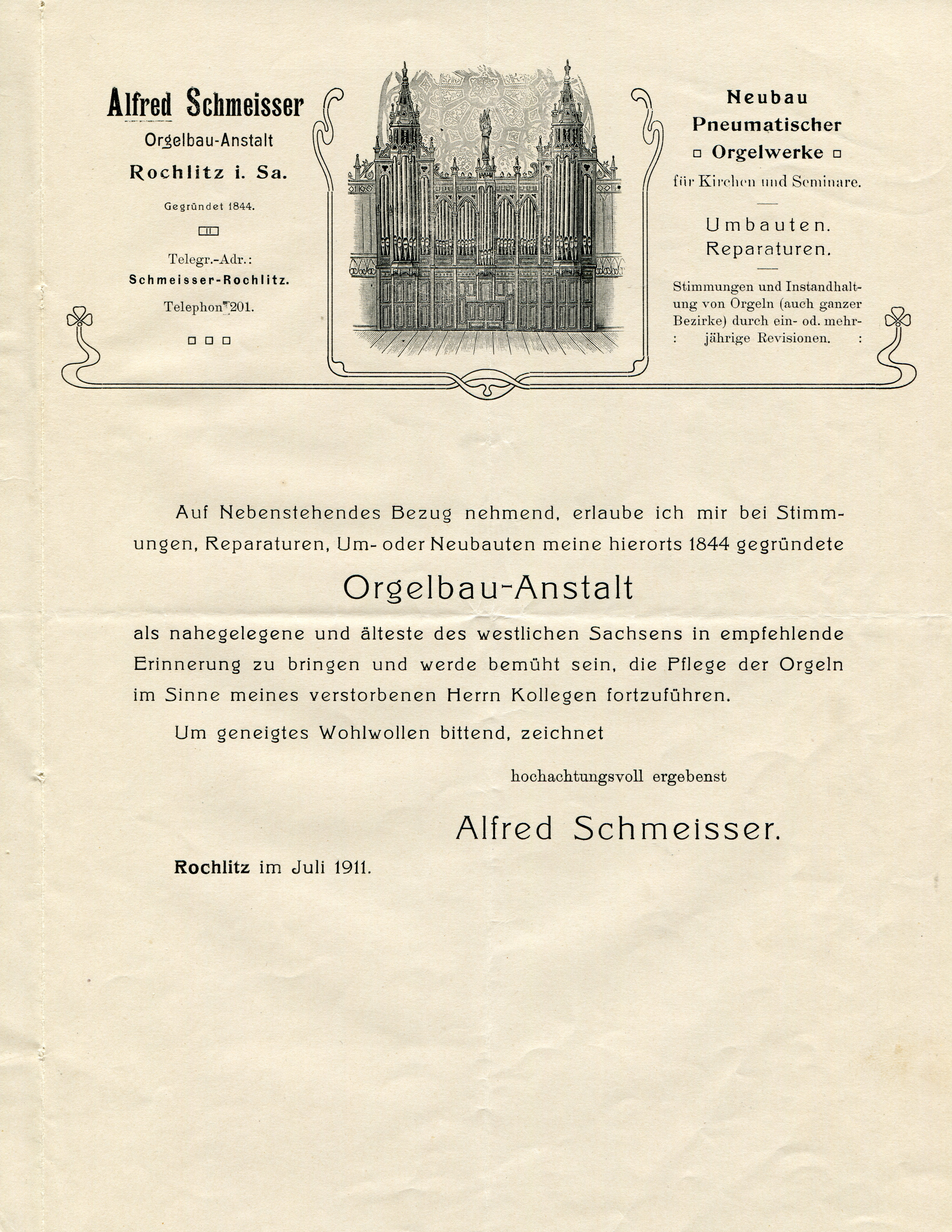
Werbebrief von Alfred Schmeisser im Pfarrarchiv Grünlichtenberg (Ldkr. Mittelsachsen)

Schmeisser ist der Familienname einer Orgelbauerfamilie, die in Rochlitz (Sachsen) ihren Sitz hatte.

## Geschichte der Familie und Entwicklung im Orgelbau
Wilhelm Eduard Schmeisser (* 1817 in Glauchau; † 1882 in Rochlitz) war Sohn des Ratsziegeleibesitzers Carl Gottlob Schmeißer in Glauchau. Er erlernte den Orgelbau bei Johann Andreas Hesse. Am 22. Juli 1844 machte er sich in Rochlitz selbstständig und gründete das Familienunternehmen. Bis 1878 baute er 30 Orgeln mit mechanischer Traktur und Schleiflade.
Sein Sohn Paul Eduard Schmeisser (* 1850 in Rochlitz; † 1902 ebd.) führte den Betrieb im Jahr 1878 bis zu seinem Tod fort. Von 1895 bis 1901 wurden neben mechanischen Schleifladen pneumatische gebaut, ab 1901 pneumatische Windladen nach der Bauweise von Ernst Seifert.
In dritter Generation übernahm Alfred Schmeisser (* 13. September 1878 in Rochlitz; † 24. Oktober 1957 ebd.) im Jahr 1902 das Unternehmen, der 1905 die Produktion auf pneumatische Kegelladen umstellte. Ab den 1930er Jahren restaurierte Schmeisser historische Orgeln. Bei Neubauten wurden entsprechend dem neobarocken Geschmack hohe Aliquotregister eingesetzt. Im Jahr 1944 wurde wieder die erste Orgel mit Schleifladen eingeführt.
Stammsitz der Familie war immer Rochlitz. Alfred Schmeisser hatte drei Kinder: Elisabeth (* 1907, † 1949), Reinhard (* 1909, † 1978) und Brunhilde (* 16. Januar 1914 in Rochlitz, † 21. November 1992 in Stuttgart). Letztere heiratete am 8. Oktober 1935 Günter Haußwald. Auch der Musikwissenschaftler Haußwald wurde in Rochlitz geboren (1908).
Nach dem Zweiten Weltkrieg übergab Alfred 1945 die Firmenleitung an seinen Sohn Reinhard Schmeisser (* 3. April 1909 in Rochlitz; † 13. September 1978 in Leipzig). Dieser erlernte den Orgelbau bei Aug. Laukhuff und bei Goebel in Danzig und schuf ab 1957 in der DDR vorwiegend Positive. Zur 125-Jahr-Feier der Firma 1969 sagte er: „Seitdem haben wir uns dann hauptsächlich dem Bau neuer Kleinorgeln und Positive gewidmet“ – zwischen 1958 und 1969 wurden nach seiner Aufstellung immerhin 28 Instrumente gefertigt und verkauft.
Aufgrund des frühen Todes von Reinhards Tochter Elke Schmeisser (* 1. Dezember 1939; † 20. Januar 1963), die bei Walcker gelernt hatte, gab es keine Nachfolger der Rochlitzer Orgelbaufirma mehr. Mit Reinhard Schmeissers Eintritt in den Ruhestand 1975 erlosch die Firma.
Reinhards Witwe Margot Schmeisser (geb. Richter, * 1914 in Colditz; † 1. März 1990 in Rochlitz) überschrieb Haus und Grundstück der ehemaligen Orgelbauwerkstatt in der Gärtnerstraße 46 kurz vor dem Fall der Mauer der Diakoniestiftung Sachsen als Schenkung. Heute ist es unter der gleichen Adresse die Diakonie Sozialstation Rochlitz.

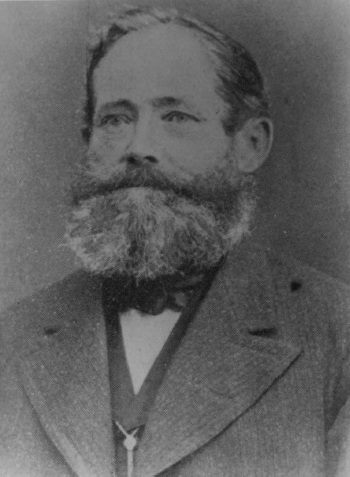
Wilhelm Eduard Schmeisser
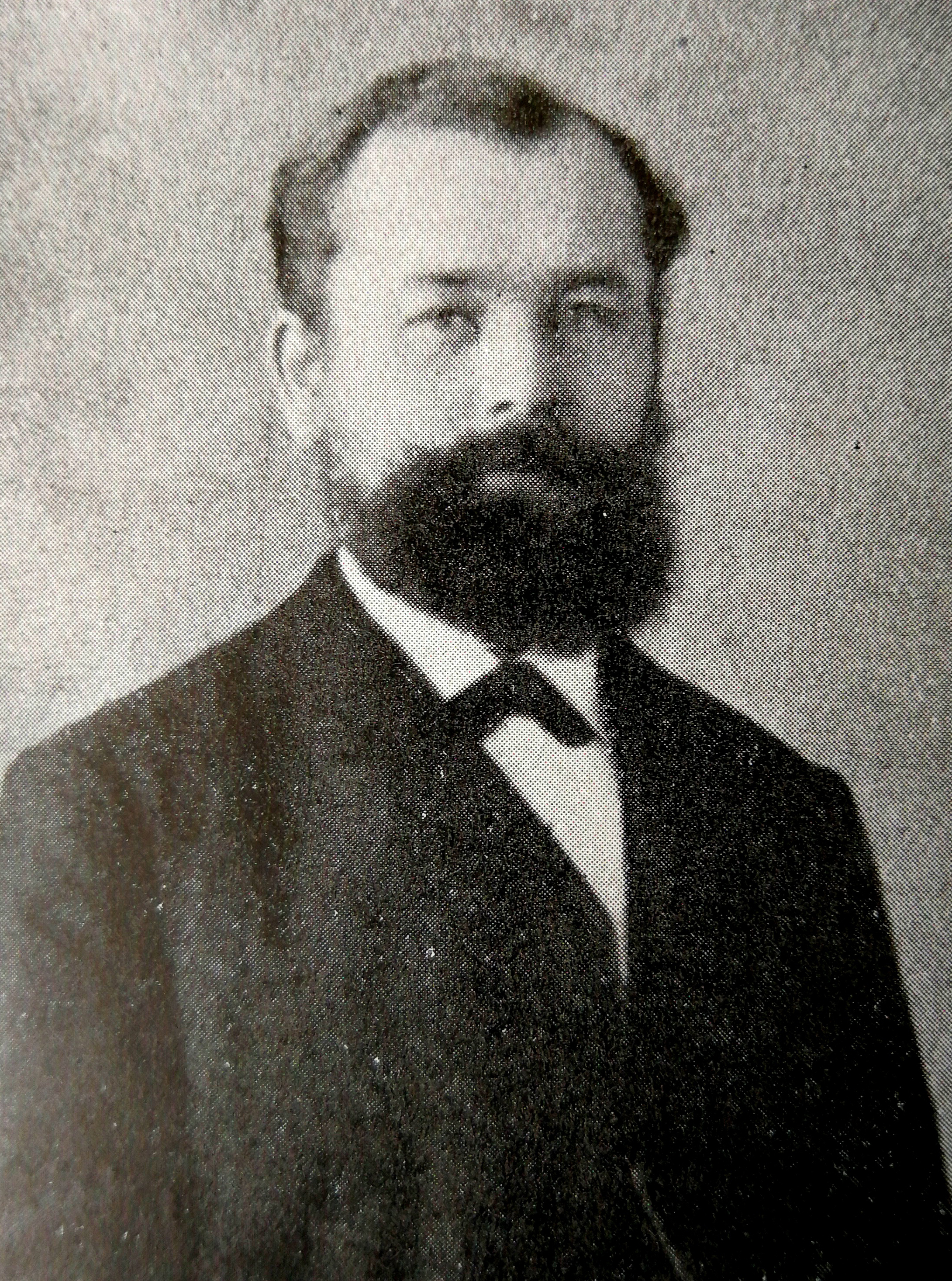
Paul Schmeisser
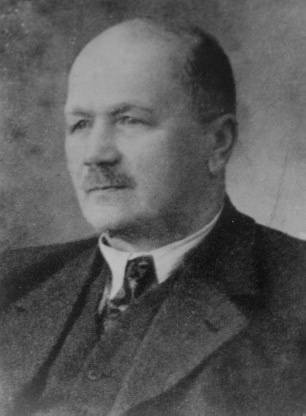
Alfred Schmeisser
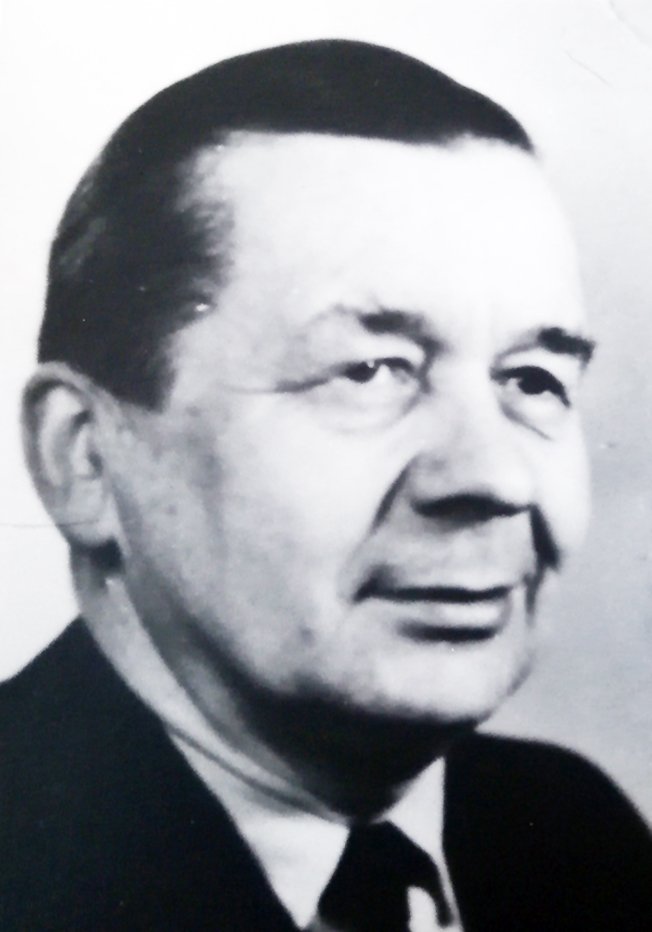
Reinhard Schmeisser

## Werke (Auswahl)
Die römische Zahl bezeichnet die Anzahl der Manuale, ein großes „P“ ein selbstständiges Pedal und die arabische Zahl in der vorletzten Spalte die Anzahl der klingenden Register.
| Jahr      | Ort                          | Gebäude                                                | Bild | Manuale | Register | Bemerkungen |
| --------- | ---------------------------- | ------------------------------------------------------ | ---- | ------- | -------- | --- |
| 1846      | Burgstädt                    | Stadtkirche Burgstädt                                  |      | II/P    | 30       | Wilhelm Eduard Schmeisser |
| 1862      | Rochlitz                     | St. Kunigunde                                          |      | II/P    | 29       | Wilhelm Eduard Schmeisser |
| 1876–1877 | Colditz                      | St. Egidien                                            |      | II/P    | 22       | Wilhelm Eduard Schmeisser |
| 1878      | Niederlungwitz               | St. Petri                                              |      |         |          | [ 6 ] |
| 1884      | Langenbernsdorf              | St. Katharinen                                         |      | II/P    | 15       | Paul Schmeisser |
| 1886      | Thurm (Mülsen)               | St. Urban                                              |      | II/P    | 20       | Paul Schmeisser |
| 1890      | Calbitz                      | Ev.-luth. Kirche                                       |      | II/P    | 18       | Paul Schmeisser |
| 1894      | Rochlitz                     | St. Petri                                              |      | II/P    | 23       | Paul Schmeisser |
| 1899      | Mutzschen                    | Ev. Stadtkirche                                        |      | II/P    | 21       | Paul Schmeisser; letzte Ausreinigung 1959, Restaurierung geplant (2021) → Orgel                                                   |
| 1904      | Niederwürschnitz             | St. Johannes                                           |      | II/P    | 27       | Alfred Schmeisser |
| 1904      | Leipzig                      | Kirche Rückmarsdorf                                    |      | II/P    | 21       | Alfred Schmeisser; 1980 verändert                                                                                                 |
| 1905      | Reinholdshain                | Dorfkirche                                             |      | II/P    | 14       | Alfred Schmeisser; um 1983 abgetragen.                                                                                            |
| 1906      | Leipzig                      | Genezarethkirche                                       |      | II/P    | 18       | Alfred Schmeisser; 1962 durch Reinhard Schmeisser umdisponiert                                                                    |
| 1907      | Lauterbach (Marienberg)      | Heilandskirche                                         |      | II/P    | 24       | Alfred Schmeisser |
| 1907      | Seelitz                      | St.-Annen-Kirche                                       |      | II/P    | 30       | Alfred Schmeisser, Generalreparatur durch Georg Wünning (1992)                                                                    |
| 1909      | Adorf/Erzgeb.                | Ev.-luth. Kirche                                       |      | II/P    | 22       | Alfred Schmeisser |
| 1912      | Meinersdorf (Burkhardtsdorf) | Marienkirche                                           |      | II/P    | 18       | Alfred Schmeisser |
| 1912      | Gornsdorf                    | Dorfkirche Gornsdorf                                   |      |         |          | Alfred Schmeisser, hinter Prospekt von Christian Gottlob Steinmüller (1820)                                                       |
| 1914–1915 | Großolbersdorf               | Kirche Großolbersdorf                                  |      | II/P    | 24       | Alfred Schmeisser, im Gehäuse von Christian Friedrich Göthel (1871); Neubau durch Georg Wünning (2001)                            |
| um 1920   | Witzschdorf                  | Martin-Luther-Kirche                                   |      |         |          | Alfred Schmeisser |
| 1920      | Rochlitz                     | St. Kunigunde                                          |      | III/P   | 50       | Alfred Schmeisser |
| 1920–1923 | Hallbach (Olbernhau)         | St. Peter und Paul                                     |      |         | 12       | Alfred Schmeisser, teilweise im Prospekt der Vorgängerorgel von Erler (1867)                                                      |
| 1924      | Engelsdorf (Leipzig)         | St.-Pankratius-Kirche Engelsdorf                       |      | II/P    | 12       | Alfred Schmeisser, pneumatische Kegellade                                                                                         |
| 1926      | Geringswalde                 | Martin-Luther-Kirche                                   |      | III/P   | 50       | Alfred Schmeisser |
| 1927      | Leipzig                      | Immanuelkirche                                         |      | II/P    | 16       | Alfred Schmeisser, unter Einbeziehung einiger Pfeifen der Vorgängerorgel von Johann Gottlob Mende                                 |
| 1927      | Leipzig-Probstheida          | Immanuelkirche                                         |      | II/P    |          | Alfred Schmeisser |
| 1928      | Niederzwönitz                | St. Johannis                                           |      |         |          | Alfred Schmeisser |
| 1929      | Krumhermersdorf              | Pfarrkirche                                            |      | II/P    | 14       | Alfred Schmeisser |
| 1930      | Rochsburg                    | Dorfkirche                                             |      |         |          | [ 8 ] |
| 1931      | Beucha                       | Bergkirche Beucha                                      |      | II/P    | 19       | Alfred Schmeisser baute die Kreutzbach-Orgel von 1863 ein, die zuvor in der Martin-Luther-Kirche in Markkleeberg-Gautzsch erklang |
| 1934      | Pöhla                        | Lutherkirche                                           |      |         |          | Alfred Schmeisser |
| 1935      | Chemnitz                     | St. Nikolai                                            |      | III/P   | 54       | Alfred Schmeisser; Kirche 1945 schwer beschädigt und bis 1948 abgetragen                                                          |
| 1936      | Chemnitz-Sonnenberg          | St. Joseph                                             |      | II/P    | 26       | Alfred und Reinhard Schmeisser; 2021 restauriert und erweitert                                                                    |
| 1940      | Roßwein                      | Unserer Lieben Frauen                                  |      | III/P   | 43       | Orgel in Organindex |
| 1941–1943 | Leipzig                      | Kirche Miltitz                                         |      | II/P    | 15       | Alfred Schmeisser, Neubau im Gehäuse von Friedrich August Eckhardt (1846)                                                         |
| 1945      | Bad Elster                   | St.-Elisabeth-Kirche                                   |      | II/P    | 13       | |
| 1951      | Thum                         | St.-Annen-Kirche                                       |      | II/P    | 24       | Reinhard Schmeisser, mit Teilen der Vorgängerorgel von Kreutzbach (1895)                                                          |
| 1953      | Mildenau                     | Pfarrkirche                                            |      | II/P    | 28       | Reinhard Schmeisser |
| 1952–1954 | Leipzig-Wahren               | Dominikanerkloster St. Albert                          |      | II/P    | 19       | Reinhard Schmeisser, pneumatische Kegellade                                                                                       |
| 1955      | Grimma                       | St. Trinitatis (Grimma), Nicolaistraße 1, 04668 Grimma |      | II/P    | 17       | Reinhard Schmeisser |
| 1960      | Ohrdruf                      | Gemeindesaal St. Michaelis, Kirchstr.20                |      | I       | 5        | Reinhard Schmeisser |
| 1970      | Hohndorf (Großolbersdorf)    | Kapelle                                                |      |         |          | Reinhard Schmeisser |